# Cormoranche-sur-Saône
Cormoranche-sur-Saône es una comuna francesa situada en el departamento de Ain, de la región de Auvernia-Ródano-Alpes.

## Demografía
| 670 | 668 | 752 | 831 | 780 | 904 | 1 009 | 1 070 | 1 154 |
| Para los censos de 1962 a 1999 la población legal corresponde a la población sin duplicidades (Fuente: INSEE [Consultar]) |     |     |     |     |     |       |       |       |